# Peugeot Typ 174

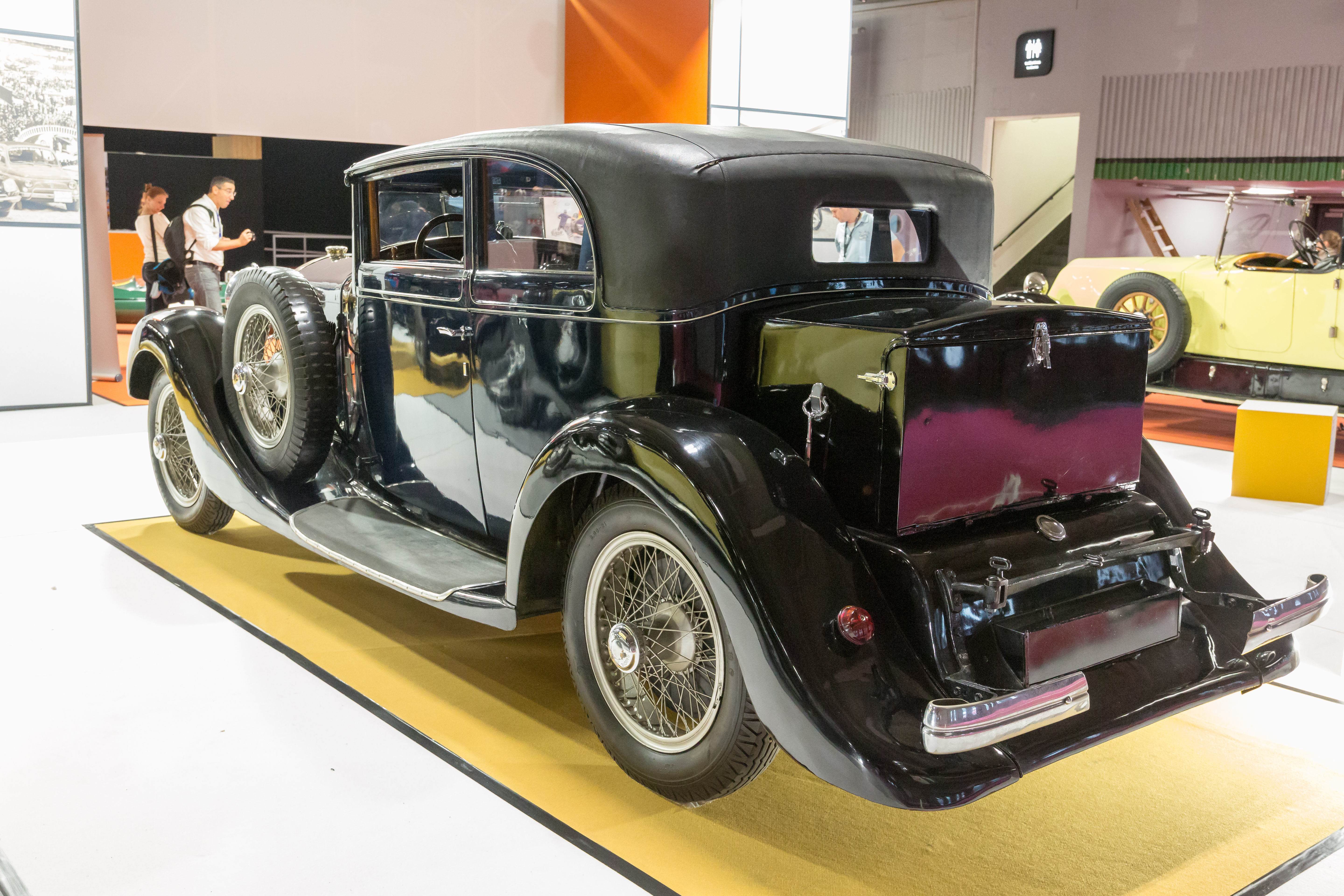
Heckansicht des Type 174

Der Peugeot Typ 174 ist in der Baureihe 18 chevaux sans soupapes (18 HP) ein Automodell des französischen Automobilherstellers Peugeot, von dem von 1922 bis 1928 im Werk Issy-les-Moulineaux insgesamt 1018 Exemplare in mehreren Varianten produziert wurden.

## Beschreibung
Die Fahrzeuge hatten einen ventillosen Vierzylinder-Viertaktmotor, der vorne angeordnet war und über Kardan die Hinterräder antrieb. Der Motor leistete aus 3828 cm³ Hubraum mit 95 mm Bohrung und 135 mm Hub 75 PS im Modell 174 bzw. 85 PS im Modell 174 S.
Es gab das Standardmodell Type 174 (modèle long) und das Sportmodell Type 174 S (modèle sport). Beim Modell 174 mit einem Radstand von 350 cm und einer Spurbreite von 143 cm die Fahrzeuglänge 468,8 cm, die Fahrzeugbreite 180 cm und die Fahrzeughöhe 195 cm. Die Karosserieformen Innenlenker, Limousine, Coupé, Torpedo, Cabriolet und Coupé-Limousine boten Platz für vier bis sechs Personen. Der Tankinhalt betrug 85 Liter. Beim Modell 174 S, das es als Torpedo Sport und Rennwagen gab, betrug der Radstand 327 cm und die Länge 445,8 cm.
Zu den sportlichen Einsätzen der Fahrzeuge, unter anderem beim Grand Prix de France, beim 24-Stunden-Rennen von Spa-Francorchamps und dem 24-Stunden-Rennen von Le Mans 1926, wurde in der Presse mehrfach berichtet.

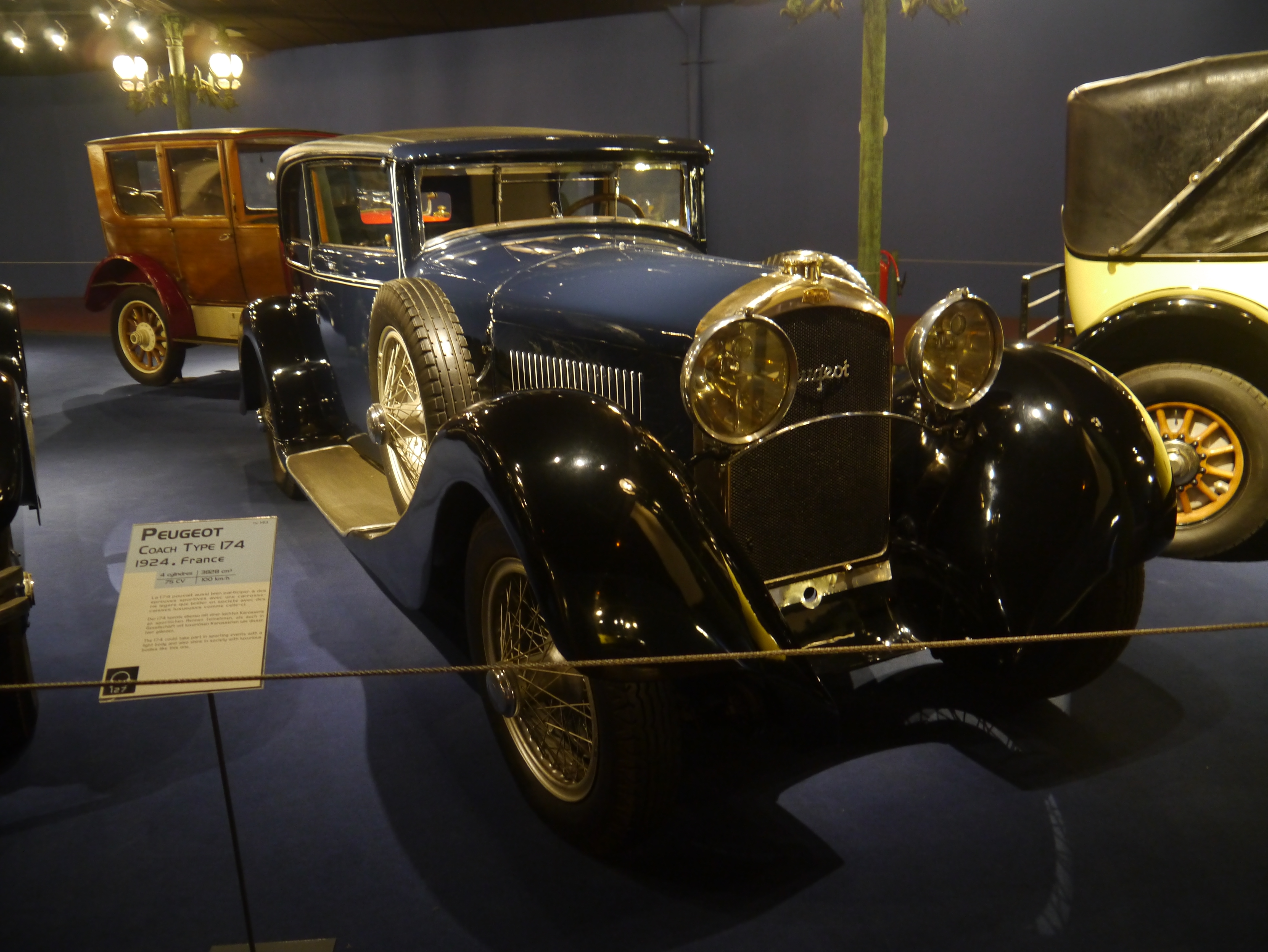
Type 174 Tourenwagen
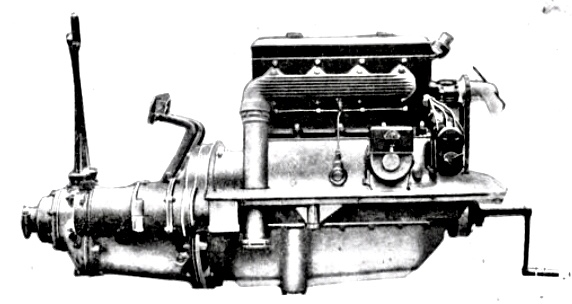
Peugeot Type 174 Motorblock
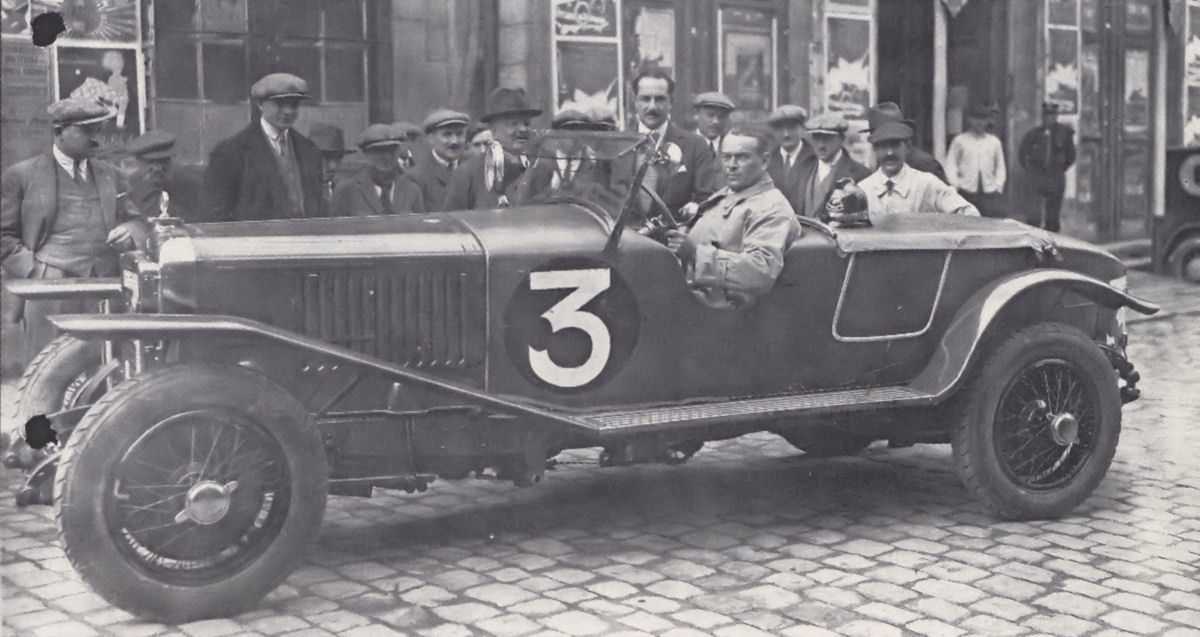
Type 174 S als Rennwagen beim 24-Stunden-Rennen von Le Mans 1926 mit Louis Wagner